# Trégor
Trégor (Trégorrois, bret. Bro-Dreger) – kraina historyczna w północno-zachodniej Francji, jedna z dziewięciu tradycyjnych jednostek podziału terytorialnego (prowincji) Bretanii, w granicach współczesnych departamentów Côtes-d’Armor i Finistère.
Kraina położona jest w północnej części Bretanii, pomiędzy wybrzeżem kanału La Manche a pasmem gór Arrée; rozciąga się od zatoki Saint-Brieuc na wschodzie po zatokę Morlaix na zachodzie. U wybrzeża znajdują się liczne wyspy, m.in. Île-de-Bréhat oraz archipelag Sept Îles. Do głównych miast w regionie należą Lannion, Paimpol oraz Perros-Guirec. Historyczną stolicą jest Tréguier. Rozwinięte rolnictwo (w szczególności uprawa zbóż i warzyw), a w pasie nadmorskim – turystyka. 